# Michiana
Pour les articles homonymes, voir Michiana (homonymie).
Michiana est une région des États-Unis située au sud-ouest de l'État de Michigan et au nord de l'État de l'Indiana. Sa plus grande ville est South Bend. Son nom est un mot-valise des noms des deux États. 

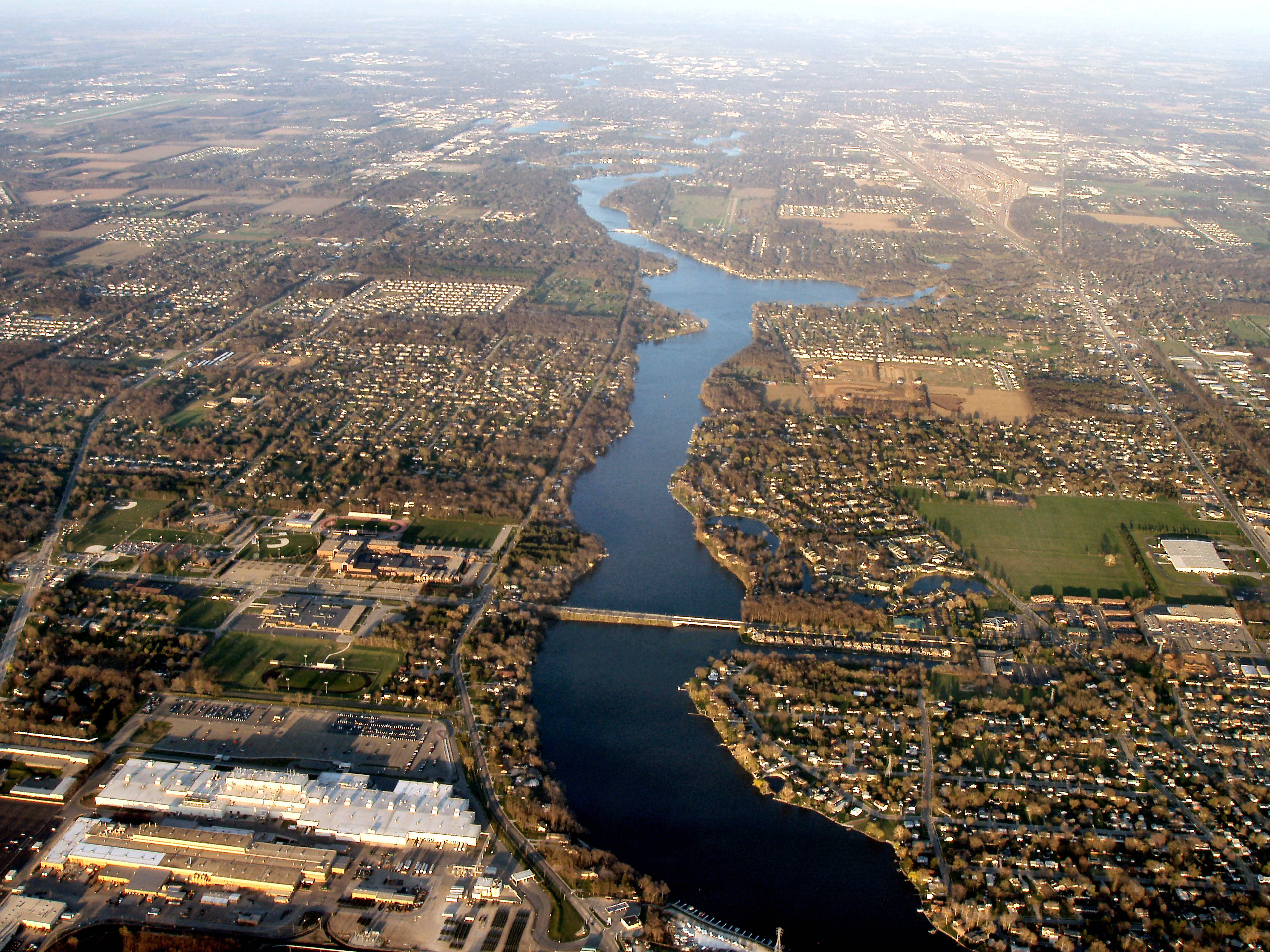
La rivière Saint-Joseph coulant au nord de l'Indiana, dans la région de Michiana.

## Comtés
Michiana n'est pas une région administrative, et donc ses frontières exactes ne sont pas établies, mais les sept comtés suivants sont généralement considérés d'être dans la région : 
- Comté de Berrien (Michigan) ;
- Comté de Cass (Michigan) ;
- Comté d'Elkhart (Indiana) ;
- Comté de LaPorte (Indiana) ;
- Comté de Marshall (Indiana) ;
- Comté de Saint-Joseph (Indiana) ;
- Comté de Starke (Indiana).

Le Grand Michiana peut avoir également les comtés suivants :
- Comté de Saint-Joseph (Michigan) ;
- Comté de Van Buren (Michigan) ;
- Comté de Fulton (Indiana) ;
- Comté de Kosciusko (Indiana) ;
- Comté de Lagrange (Indiana) ;
- Comté de Lake (Indiana) ;
- Comté de Noble (Indiana) ;
- Comté de Porter (Indiana).